# Caféiculture en Colombie
La caféiculture est considérée comme une activité économique importante en Colombie. Différentes versions existent sur les origines du café en Colombie, la plus probable étant celle du jésuite espagnol José Gumilla parue dans son livre El Orinoco Ilustrado. La première grande étape du café colombien, comprise entre 1850 et 1910, permet à la caféiculture de s'étendre à travers le pays, notamment avec la colonisation antioquienne initiée à partir de 1890. C'est d'ailleurs grâce à cette dernière que le café, dont la culture est alors entreprise par des petits paysans indépendants, devient réellement un important produit d'exportation. Par la suite, et ce jusqu'à la Seconde Guerre mondiale, les cultures se concentrent sur les départements d'Antioquia, de Tolima et du Caldas. Dans cette région qui sera appelée l'Eje cafetero, le pourcentage de café produit au niveau national atteint ainsi 47 % au début des années 1930. Durant cette même période, la Colombie devient le deuxième exportateur mondial de café derrière le Brésil. Après La Violencia qui secoue le pays de 1948 à 1960, la Colombie est confrontée à plusieurs problèmes tels que le retard technologique, le vieillissement de ses plantations, la faible productivité et les grandes étendues de ses cultures. Il est alors décidé d'introduire des améliorations techniques, la principale innovation étant l'adoption du café caturra pour ses caractéristiques de croissance et sa meilleure productivité. Après 1975, le boom du café, appelé « bonanza cafetera », permet aux producteurs d'obtenir des revenus importants et de pouvoir investir beaucoup dans leurs plantations et leurs logements. Après les années 1980 durant lesquelles l'économie contrôlée du café reste très dynamique, la Colombie est depuis confrontée à plusieurs crises, notamment en raison d'une politique de libre-échange (où le prix du café est dorénavant sujet à spéculation) et à des maladies qui affectent les plantations telles que la rouille du caféier. Elle perd ainsi en 1999 sa deuxième place en tant que pays producteur de café, au profit du Viêt Nam.
Les principaux départements producteurs de café sont l'Antioquia, le Caldas, le Cauca, le Cundinamarca, le Huila, le Nariño, le Norte de Santander, le Quindío, le Risaralda, le Tolima et le Valle del Cauca. Le café est très ancré dans la culture colombienne, que ce soit par le biais du personnage Juan Valdez et de sa chaîne de cafés-boutiques, ou encore du triangle du café dont une partie de la région a été classée en 2011 au Patrimoine mondial par l'UNESCO sous la dénomination de Paysage culturel du café de la Colombie. Café de Colombia, un label attribué au café colombien, acquiert le statut d'appellation d'origine en Colombie en 2005 devenant, par ailleurs, la première indication géographique protégée (IGP) non européenne enregistrée dans l'Union européenne en 2007, ainsi que la première IGP étrangère en Suisse en 2013.
Plusieurs institutions sont liées à la caféiculture en Colombie, la plus importante d'entre elles étant la Fédération nationale des caféiculteurs de Colombie (FNC ou Fedecafé) créée le 27 juin 1927 et dont l'objectif principal est de défendre l'industrie caféière colombienne. Les producteurs qui en sont membres bénéficient alors de services de développement agricole tels qu'une assistance technique pour la culture du café et une diversification des cultures originaires des zones caféières. On peut également citer le Centro Nacional de Investigaciones de Café créé en 1938 et dépendant de la Fedecafé. Cet organisme, qui a pour objectif principal d'engendrer des connaissances et de nouvelles technologies par le biais de recherches scientifiques et d'expérimentations, a notamment développé de nouvelles variétés de café plus résistantes aux maladies dont la rouille du caféier.
En décembre 2014, la Colombie est classée au troisième rang des pays producteurs de café, derrière le Brésil et le Viêt Nam. Produisant exclusivement la variété arabica, elle en est le deuxième producteur mondial derrière le Brésil avec 12,5 millions de sacs, soit 750 millions de kg.

## Historique

### Arrivée du café sur le territoire

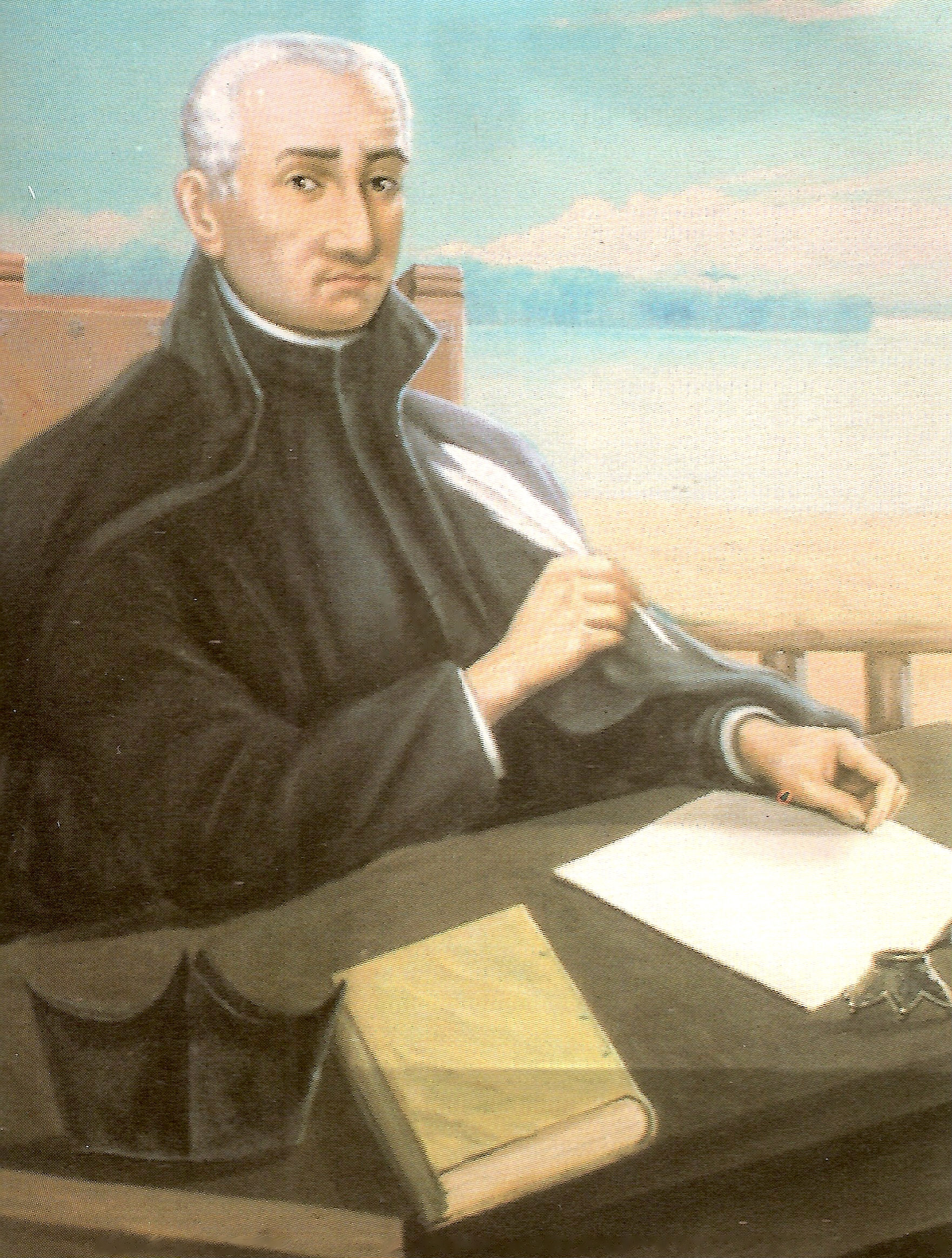
Le père José Gumilla, à l'origine de la version la plus probable de l'arrivée du café en Colombie.

Le caféier serait originaire d'Éthiopie, dans la province de Kaffa, située au sud-ouest du pays. Par la suite, la culture du café s'est étendue à travers le monde. Il existe plusieurs versions sur l'origine du café en Colombie. Selon certaines, il serait arrivé au nord-est du pays via le Venezuela tandis que d'autres prétendent qu'il serait arrivé par le nord via les pays d'Amérique centrale. Néanmoins, la plus probable reste celle du jésuite espagnol José Gumilla parue dans son livre El Orinoco Ilustrado (en français : L'Orinoque Illustré), qui penche pour l"hypothèse vénézuélienne. Il enregistre alors la présence de café dans la mission Santa Teresa de Tabage, près du point de confluence entre le río Meta et l'Orénoque,.
Un autre témoignage sur la culture du café en Colombie provient de l'archevêque et vice-roi Antonio Caballero y Góngora en 1787. Dans un rapport destiné aux autorités espagnoles, il enregistre la présence de la plante dans les régions de Girón (Santander) et de Muzo (Boyacá),.
Cependant, pour le folklore, l'expansion du café en Colombie est attribuée au prêtre de la paroisse Salazar de las Palmas, Francisco Romero. En pénitence de leurs péchés à la suite de leurs confessions, il aurait imposé à ses paroissiens de semer quelques caféiers,. L'archevêque de Colombie de l'époque, estimant que c'était une bonne idée, aurait ordonné de la mettre en pratique et c’est ainsi que la culture de café se serait étendue relativement vite dans le centre et l'ouest du pays. Cette production à plus grande échelle aurait ainsi débuté vers 1830,.

### 1850-1910: les débuts

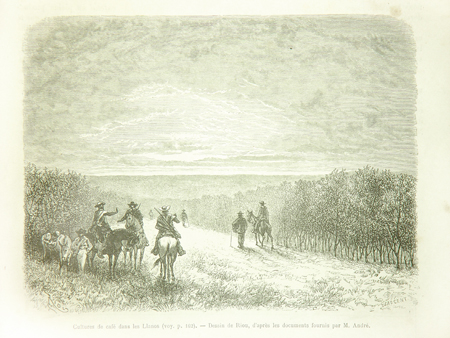
Cultures de café dans les Llanos : croquis d'Édouard André (1869).

La première grande étape du café colombien est comprise entre 1850 et 1910. Durant cette période, l'essor de la production de café débute dans la province de Santander vers 1860 depuis le Venezuela voisin en réponse à la crise de l'artisanat local, et ce au détriment des cultures de cacao et de coton. Elle s'étend ensuite au Cundinamarca et au Tolima vers 1870. Dans le Santander, qui vers 1875 fournit 90 % de la production nationale (soit 10 000 tonnes par an), les caféiers sont cultivés par des journaliers et des aparceros dans le cadre de grands domaines appelés haciendas. Travailleurs mal payés et mal traités, ils ne prennent pas bien soin des plants et les rendements sont médiocres. Ce n'est qu'avec la colonisation (es) de l'Antioquia, commencée à partir de 1890, que la culture du café, alors entreprise par des petits paysans indépendants, deviendra réellement un important produit d'exportation.
Les propriétaires d'haciendas, qui sont à l'époque liés à Bogota, décident ainsi de se dédier à la culture et à la production de café dans leurs régions d'origine. Grâce à leurs liquidités commerciales issues de leurs exploitations de mines et du tabac, ils achètent des terres pour cultiver du café.
À l'origine, les haciendas de café sont un héritage colonial, avec de petites entreprises capitalistes intégrant le traitement du café aux produits complémentaires d'une économie relativement autosuffisante. Les propriétaires terriens n'ont cependant aucun contrôle sur la commercialisation de leur production de café. En effet, ils dépendent d'entreprises importatrices européennes et américaines qui facilitent les lignes de crédit afin de contourner certaines conditions du marché intérieur.
À partir de 1875, le secteur du café connaît une grave crise qui devient catastrophique à partir de 1890 : pendant que le marché mondial et les cours du café s'effondrent, les guerres civiles des débuts de la Regeneración dévastent les régions productrices en désorganisant les grandes haciendas qui fournissent alors l'essentiel de la production. Les aides mises en place par les gouvernements de Rafael Núñez et de ses successeurs (crédits aux taux très favorables) sont contrecarrées par l'inflation. Vers 1910, le café n'occupe plus qu'une place secondaire dans l'agriculture de ces régions. 
Toutefois, l'ouest du pays a moins souffert de ces guerres civiles, en particulier l'Antioquia qui offre de bonnes conditions climatiques et compte déjà une classe d'entrepreneurs dynamiques ayant prospéré grâce à l'extraction minière et qui sont disposés à prendre des risques. La culture du café s'implante donc dans cette région et fait sa fortune.

### 1910-1950: période de maturité du café colombien

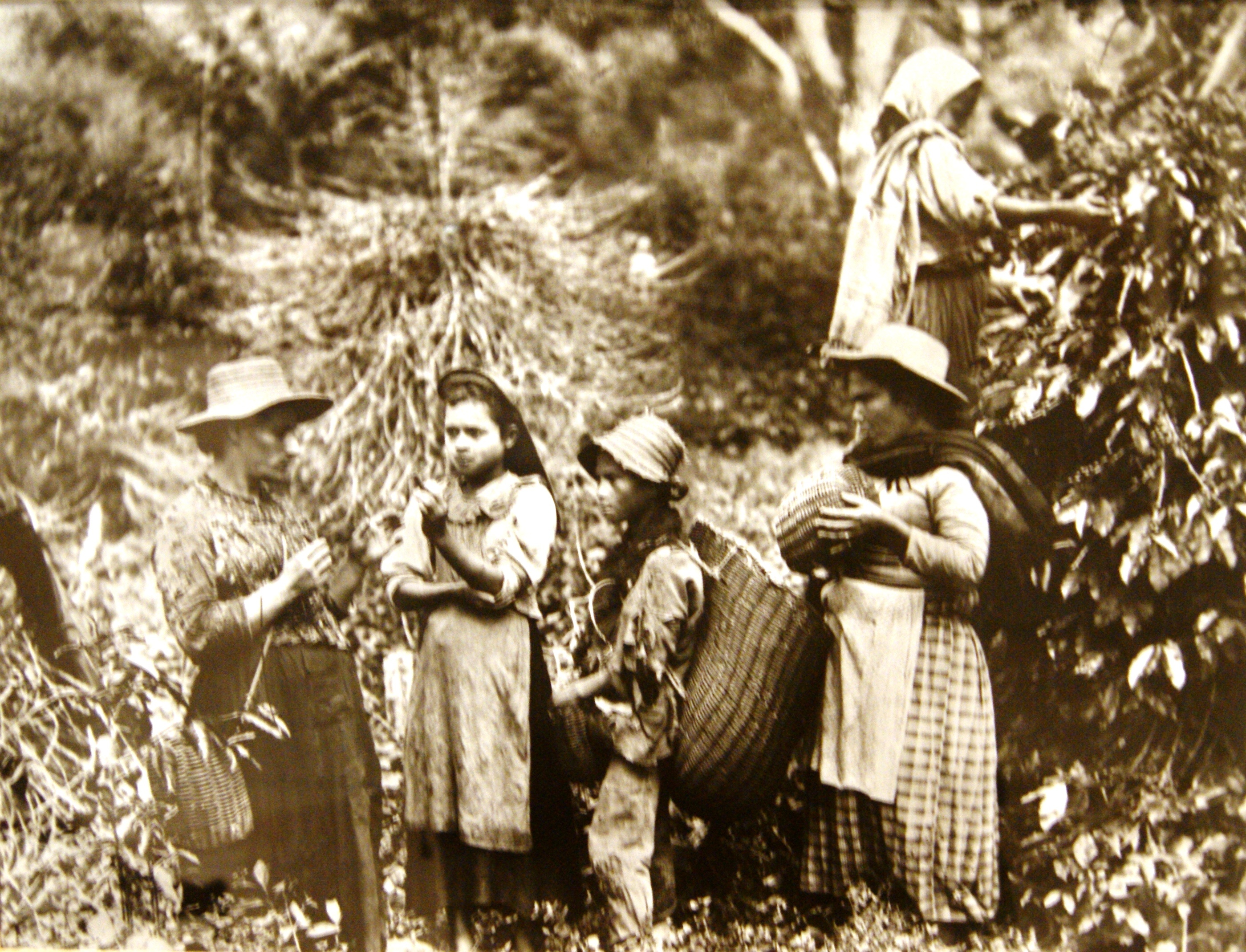
Photographie des frères Rodríguez, intitulée Las Chapoleras (1910).

Parmi les grands propriétaires, puis très vite après la Guerre des Mille Jours parmi les petits et moyens paysans descendants des colons antioquiens (es), la culture du café se développe. Le café est une plante robuste, facile d'entretien et ne demandant pas de gros investissements, mais surtout sa culture est peu mécanisée et les économies d'échelle sont inexistantes, ce qui rend les petites exploitations aussi rentables que les grandes haciendas. En gardant aux côtés du café leurs cultures traditionnelles, les colons produisent également de quoi se nourrir en cas de baisse des prix du café, et rapidement les petites exploitations s'avèrent plus dynamiques et résilientes que les grandes. 
De 1912 à la fin de la Seconde Guerre mondiale, la caféiculture connaît donc une nouvelle période de croissance en Colombie, se concentrant dorénavant sur les départements d'Antioquia, de Tolima et du Caldas. Ainsi, dès 1910, 35 % du café colombien est alors produit dans cette région qui sera appelée l’Eje cafetero, ce pourcentage passant à 47 % au début des années 1930. C'est également durant cette période que, pour la première fois, les petites exploitations agricoles produisent davantage que les grandes, plus de 60 % de la production du café étant issu d'exploitations de moins de douze hectares dans les années 1930. Vers 1932, le pays compte près de 150 000 exploitations caféières, dont 80 % représentent moins de dix hectares et 70 % comptent moins de 20 000 arbustes. À cette date, la culture du café occupe 18 % de la population agricole du pays (900 000 personnes), et en fait vivre indirectement entre le quart et le tiers. Et cette activité agit comme une locomotive pour tirer les autres secteurs d'activités : transports, artisanat et industries de produits manufacturés, etc.
En 1927, le secteur du café, qui est alors le secteur économique le plus important en Colombie, décide de se rassembler afin de promouvoir la culture du café et de lutter contre des problèmes sociaux chroniques comme l'alcoolisme, le manque d'éducation, l'insuffisance des services de santé publique et la faiblesse des infrastructures de communication). Lors de ce IIe congrès national du café, la Fédération nationale des caféiculteurs de Colombie (FNC ou Fedecafé) est fondée. Ses membres, qui sont des caféiculteurs, bénéficient de services de développement agricole tels qu'une assistance technique pour la culture du café et une diversification des cultures originaires des zones caféières. La même année, la loi no 76 aboutit à la mise en place d'une taxe sur le café sous la forme d'un prélèvement effectué sur chaque sac de café exporté, ce qui deviendra par la suite la principale source de revenus pour la Fedecafé.
La Colombie est également l'un des premiers pays producteurs de café à utiliser une méthode de qualification des produits. En effet, une loi promulguée en 1931 permet à la Fedecafé de classifier les différentes qualité de café. En 1932, un décret présidentiel impose que, sur chaque sac de café exporté d'origine colombienne, apparaisse l'inscription « Café de Colombia » et trois bandes verticales (une rouge entre deux vertes).
L'explosion de la production caféière, qui couvre 9,3 % de la surface cultivée en 1915 et 21,9 % en 1937, se traduit par une montée parallèle des exportations, la Colombie devenant le deuxième exportateur mondial derrière le Brésil avec près de 11,3 % de la production mondiale (contre 3,5 % en 1905). L'augmentation substantielle du volume des exportations au début des années 1930 permet à la Colombie, grâce également à l'augmentation de la production d'or, de compenser le ralentissement économique dû à la crise de 1929 et la baisse des cours du café. 
Toutefois, représentant alors près de 70 % des exportations, le café met la Colombie dans une dangereuse situation de dépendance, en particulier des États-Unis qui achètent 90 % du café colombien, mais la prospérité internationale et la hausse des prix du café ne permettent pas aux pessimistes de se faire entendre. Les cours continuent de baisser, notamment à cause d'une grave crise de surproduction au Brésil, premier producteur mondial, et en 1940, à cause de la guerre, le marché européen s'effondre. La Colombie est alors contrainte de mettre en place un quota d'exportations (315 000 sacs de 60 kg par an, soit 20 % de diminution). Les cours se stabilisent mais l'extension du conflit au continent américain ruine ces efforts. C'est donc une activité nettement affaiblie que vient déstabiliser le déclenchement de La Violencia, en 1948, dans toutes les campagnes et en particulier dans la région de l'Eje cafetero.

### 1950-1975: une croissance au ralenti

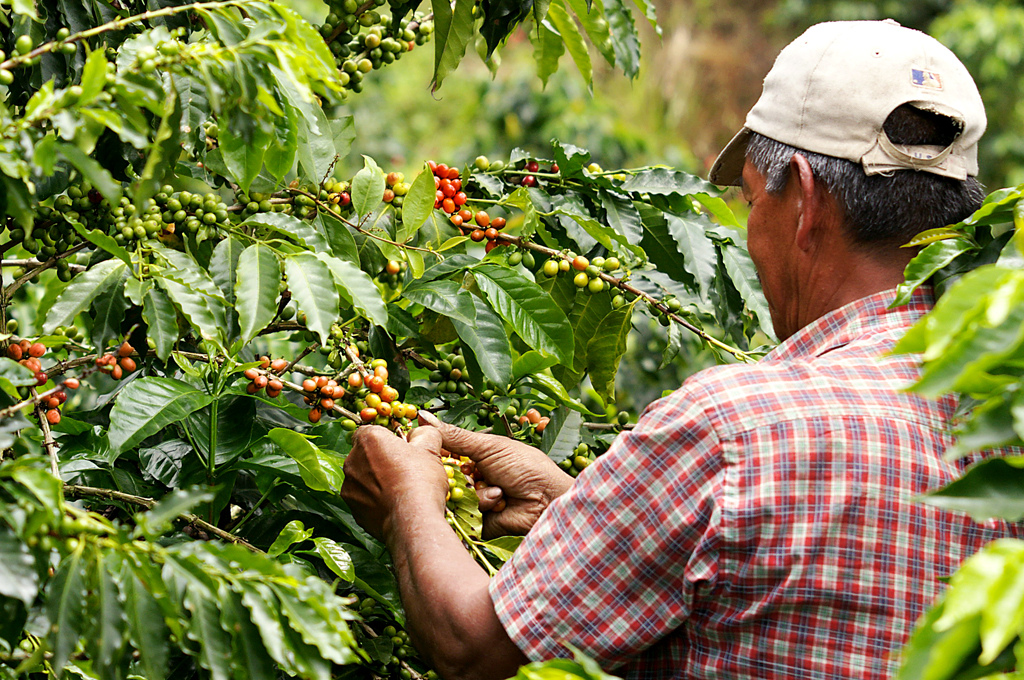
Homme récoltant du café dans la région du Triangle du café.

Durant La Violencia et après la prise de pouvoir du général Gustavo Rojas Pinilla, les cours du café sont en hausse continue jusqu'en 1956, mais ensuite la conjoncture se retourne : de nouveaux producteurs sont apparus, notamment en Afrique, entraînant par voie de fait un effondrement des cours mondiaux du café. Afin de stabiliser les prix et de réduire les exportations, les pays d'Amérique latine signent l'accord du Mexique en 1956 puis l'accord de l'Amérique latine l'année suivante. Par la suite, d'autres pays rejoignent les pourparlers et, en 1962, le premier accord international sur le café (AIC) est signé par la majorité des pays producteurs et consommateurs. Ce nouveau système de régulation prévoit alors un prix objectif du café et des quotas à l'exportation pour les pays producteurs, ces quotas fluctuant en fonction du prix indicatif calculé par l'Organisation internationale du café.
La fin de La Violencia qui a secoué le pays pendant plusieurs années correspond aussi à la fin d'un modèle de développement spontané de la caféiculture s'appuyant sur le principe de finca caféicole familiale. La Colombie, qui doit faire face à une baisse du rendement, en raison du vieillissement des plantations et de la mise en culture de terres inadaptées, et du taux de croissance de la production depuis la Seconde Guerre mondiale, doit également tenir compte des contraintes imposées par l'accord international sur le café. Ainsi, dès 1965, le pays lance un plan de rationalisation de la production, avec pour objectif l'intensification des zones optimales de culture et la diversification des zones marginales. Le Fondo de Desarrollo y Diversificación de Zonas Cafeteras est également créé en 1968.
À partir des années 1960, la propriété caféière (en espagnol : finca cafetera) atteint ses limites sur la base d'une économie mono-exportatrice. Elle est confrontée à plusieurs problèmes tels que le retard technologique, le vieillissement de ses plantations, la faible productivité et les grandes étendues de ses cultures. De plus, afin de lutter contre la lente baisse de leurs revenus lors de cette même décennie en raison de cours mondiaux du café déprimés, certains gros producteurs décident d'introduire des améliorations techniques. La principale innovation est l'adoption du café caturra pour ses caractéristiques de croissance. En effet, il permet d'accroître la densité des plantations, les arbres ombrageant les plantations traditionnelles étant devenus inutiles, et d'obtenir les premiers fruits au bout de 18 à 24 mois contre 4 à 5 ans auparavant. La modernisation du secteur, qui a permis d'obtenir de la technologie de pointe dans les centres producteurs de café, donne naissance à un nouveau type d'agriculteurs, dorénavant riches et professionnels.

### 1975-1990: relance du café

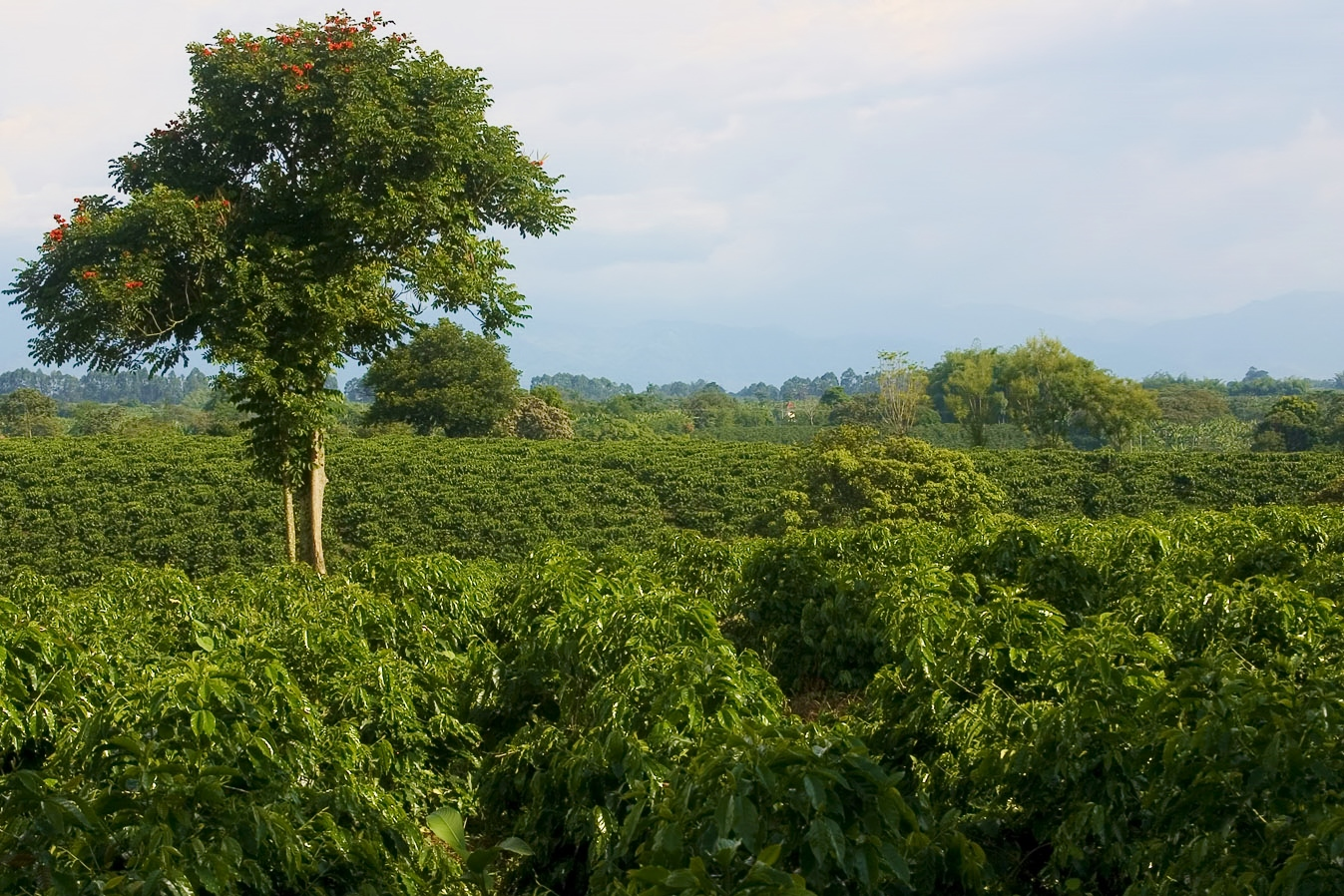
Plantation de caféiers à Quimbaya.

En 1975, après près de trente ans de croissance ralentie, le cours du café s'envole en raison de graves gelées au Brésil, de la guerre civile qui démarre en Angola et grâce à un système de culture intensive. Malgré un niveau de mécanisation encore faible, ce nouveau modèle de production tourne autour de trois axes. Une nouvelle variété de caféier, le caturra, est dorénavant utilisée. De plus, par rapport au modèle traditionnel, la densité de plantation passe de 1 000 pieds de caféiers à l'hectare à entre 4 000 et 5 000, impliquant en contrepartie la suppression de cultures associées et des arbres-ombrage. Enfin, la fertilisation est dorénavant plus importante. Ces éléments aboutissent à des rendements trois à quatre fois supérieurs à ceux du système traditionnel et à des gains de productivité plus importants. 
De 1976 à 1977, cette période du boom du café, appelée « bonanza cafetera », permet aux producteurs d'obtenir des revenus importants et de pouvoir investir beaucoup dans leurs plantations et leurs logements. Les salaires agricoles connaissent également une forte hausse. Cependant, afin de pallier les effets inflationnistes engendrés par une arrivée considérable de dollars américains sur le marché, le gouvernement d'Alfonso López Michelsen décide d'appliquer des mesures strictes telles que l'augmentation des impôts sur le café ou encore la création de certificats d'épargne pour différer le paiement d'une partie du café vendu par les producteurs. Elles sont cependant décriées par plusieurs détracteurs dont Ernesto Samper et Julio César Turbay Ayala. Durant les années 1980, l'économie contrôlée du café est très dynamique, avec des monocultures qui s'intensifient ainsi que des exportations dont le volume est multiplié par deux par rapport à la décennie précédente et dont les revenus sont triplés.

### Depuis 1990: une économie en crise

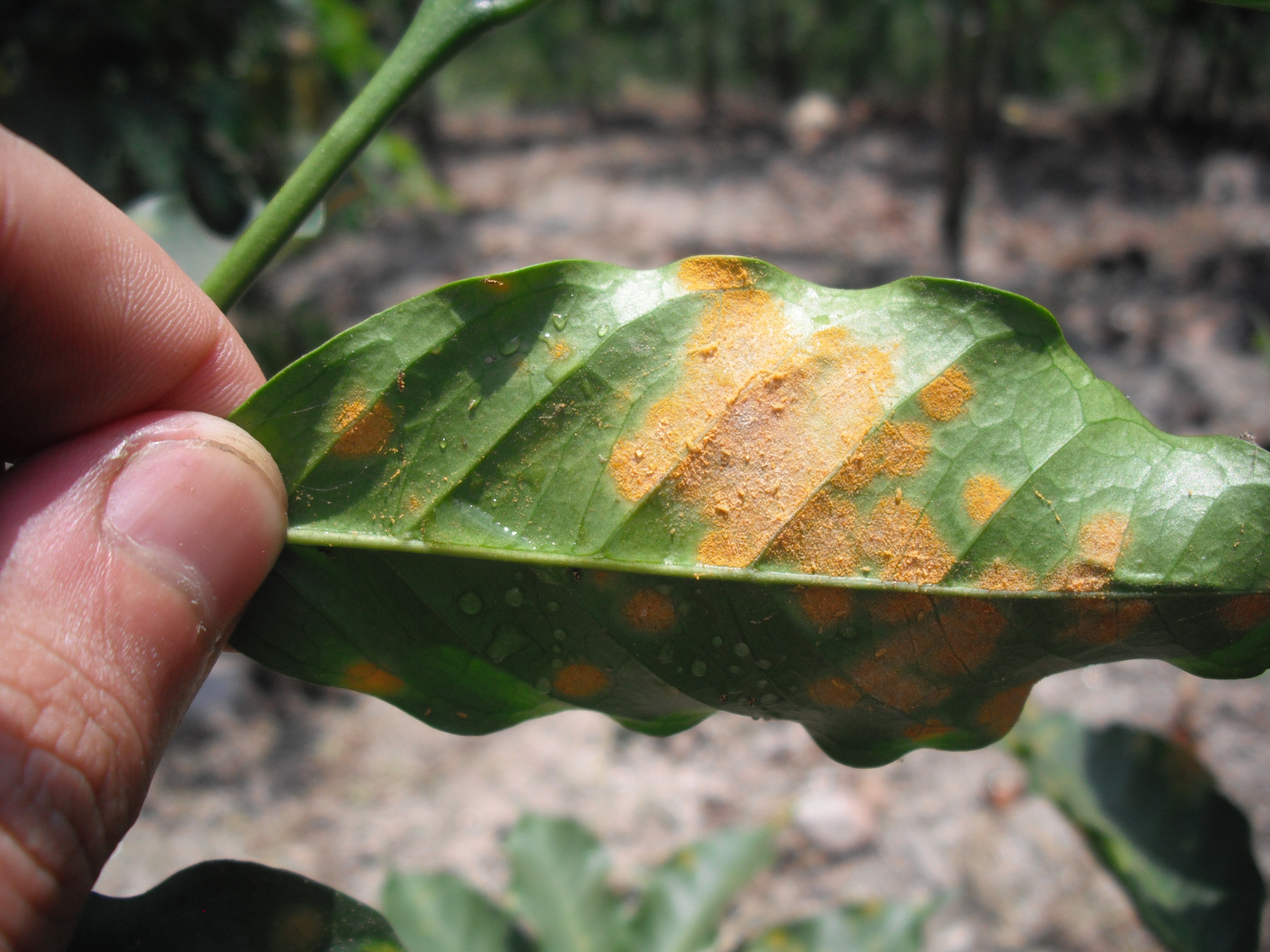
Feuille de caféier infectée par la rouille (Hemileia vastatrix).

En juillet 1989, avec l'effondrement de l'accord international qui imposait des quotas pour maintenir un haut cours du café, la surproduction redémarre et les prix s'effondrent en 1991-1992. Créé en 1940 afin de réguler le commerce intérieur et de gérer les stocks dans l'optique de respecter les quotas d'exportations imposés par l'accord interaméricain du café signé la même année, le Fonds National du café, organisme étatique dont l'une des fonctions est d'aider les caféiculteurs en difficulté, frôle la faillite. La situation est d'autant plus grave que les zones caféières jouissent des conditions adéquates pour accueillir une autre plante, la coca, et le risque est grand qu'ils choisissent de basculer dans cette production qui, bien qu'illégale, leur fournirait un revenu supérieur à celui du café. En juillet 1992, le président César Gaviria obtient un plan d'austérité consistant à l'arrachage de 30 000 hectares de café et le gouvernement revient à une politique de stockage massif dans le but de réduire de 20 % le volume des exportations. Durant les mois suivants, grâce à cette nouvelle politique, au volontarisme de l'APPC, nouvelle organisation internationale créée en 1993 et qui a repris la politique de l'OIC, aux difficultés des producteurs africains et à de nouvelles gelées au Brésil, le café colombien retrouve son cours des années 1980. La reprise est fragile, mais l'enjeu pour l'économie colombienne est désormais moindre, le café ayant perdu sa place centrale dans les exportations colombiennes au profit d'une autre matière première, le pétrole (20 % contre 17 % en 1993).
Cependant, un an après que le gouvernement de César Gaviria eut décidé d'appliquer une politique de libre-échange, le secteur du café entre en crise en 1993. Avec la réforme, le prix du café est dorénavant déterminé par la valeur de la livre sur la Bourse de New York, multiplié par le taux de change, et fait donc l'objet de spéculations. Or, il s'avère qu'il chute en dessous des coûts de production, d'où une grève des caféiculteurs. Les dettes sont alors annulées pour permettre une relance de la caféiculture. En 1999, la Colombie n'est plus que le troisième producteur mondial de café, dorénavant dépassée par le Viêt Nam qui a vu ses surfaces cultivées augmenter, essentiellement au niveau de la Province de Đắk Lắk. En 2001, une autre crise touche le secteur du café en raison d'une nouvelle baisse du cours des prix. Les caféiculteurs, auxquels se joignent d'autres secteurs agricoles également affectés par le libre commerce qui régit l'économie colombienne dès 1989 (pommes de terre, panela, lait...), reprennent le chemin de la grève. Une allocation, appelée apoyo gubernamental a la caficultura (AGC), est alors mise en place. Suspendue le 20 septembre 2004, elle a pour objectif de compenser la chute du prix interne du café par les effets de la réévaluation du peso face au dollar.
En 2008, le secteur du café colombien est de nouveau touché par la crise à cause de la rouille du caféier qui a considérablement fait chuter la production l'année précédente. La Fedecafé décide alors de mettre en place un programme de replantation dans les exploitations. Les variétés résistantes à cette maladie sont alors généralisées, leur proportion dans le parc caféier passant de 30 % en 2008 à 57 % en 2013. À l'épidémie de rouille qui a entraîné une faible quantité de café récolté par rapport aux années antérieures, s'ajoutent une baisse des prix internationaux et une réévaluation du peso colombien, entraînant une baisse des revenus des caféiculteurs issus de leur activité de production. Début 2015, en raison des résultats positifs du programme de replantation, la Fedecafé estime que la Colombie est « le mieux placé pour relever les défis de la variabilité climatique et les ravageurs ».

## Géographie

### Localisation

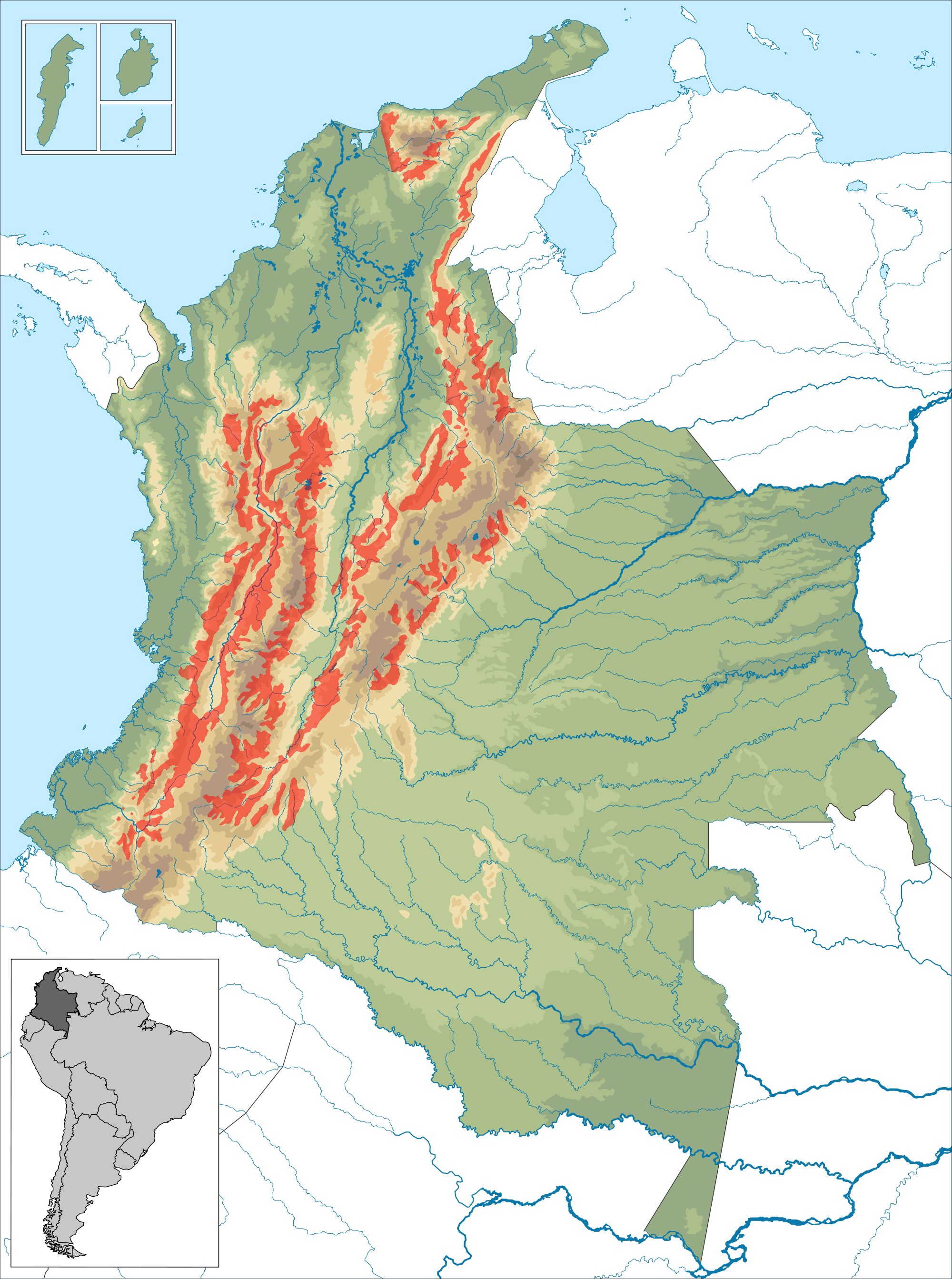
Zones de culture du café en Colombie.

En Colombie, les cultures de café se situent essentiellement au niveau des trois ramifications de la Cordillère des Andes, entre 1 300 et 1 900 m d'altitude par rapport au niveau de la mer, dans des zones de versants à climat tempéré. Au niveau de la cordillère centrale, et plus précisément dans la région comprise entre le sud de la vallée d'Aburrá (es), où se trouve Medellín, et le nord de la vallée du Cauca, les sols sont plus fertiles et moins sujets à l'érosion que ceux des cordillères occidentale et orientale car ils sont composés d'épaisses couches de cendres volcaniques.
Les principaux départements producteurs de café sont l'Antioquia, le Caldas, le Cauca, le Cundinamarca, le Huila, le Nariño, le Norte de Santander, le Quindío, le Risaralda, le Tolima et le Valle del Cauca.

### Climat
Dans les zones caféières, le climat est tempéré et la température est en moyenne de 23 °C et varie légèrement entre le jour et la nuit. Outre une distribution régulière des pluies, l'humidité relative est comprise entre 70 et 80 %.
Les plants de café exigent un juste mélange entre les températures, les averses et les périodes de sécheresse afin que les graines puissent mûrir correctement et préserver leur goût. Par ailleurs, les parasites du café prospèrent en cas de temps plus chaud et plus humide.
Or, selon une étude de 2011 révélée par Cenicafé, le centre national de recherche sur le café, la moyenne des températures au niveau des régions caféières en Colombie a grimpé de près d'un degré entre 1980 et 2010, voire de presque deux degrés dans certaines zones montagneuses. Ainsi, à cause des températures plus élevées, les fruits du caféier mûrissent trop vite pour une qualité optimale quand ce ne sont pas les bourgeons qui n'éclosent pas. La chaleur est également la cause de l'arrivée d'un champignon dévastateur qui cause la maladie de la « rouille du caféier », Hemileia vastatrix,. De plus, la pluviométrie a été supérieure de 25 % par rapport à la moyenne lors des dernières années et les fleurs fragiles des Arabicas sont endommagées par les fortes pluies. Enfin, les deux semaines de sécheresse habituelles qui permettent à la plante de fleurir et de produire des fèves se produisent de moins en moins souvent.
En Colombie, la production de café est également affectée par les deux phénomènes météorologiques que sont La Niña et El Niño. La Niña entraîne une baisse de la production nationale à cause des précipitations plus importantes et d'un ensoleillement moindre qu'il engendre, ce qui affecte la floraison des caféiers et favorise la propagation du champignon de la rouille. Quant à El Niño, qui apporte un temps plus sec et davantage d'ensoleillement, il permet une augmentation de la production nationale. Cependant, les effets de ces deux phénomènes météorologiques sont également à analyser régionalement. Ainsi, si La Niña est préjudiciable pour la région du centre, à savoir les départements d'Antioquia, du Caldas, du Risaralda et du Quindío, il permet en revanche une augmentation des cultures pour les régions colombiennes dont la pluviométrie annuelle est habituellement inférieure à 1 500 mm. Enfin, si El Niño a un impact négatif sur les régions du Huila, de la cordillère orientale, du Cauca et du Nariño, les régions ayant habituellement un faible ensoleillement et des précipitations annuelles supérieures à 2 500 mm connaissent une hausse de leur production de café.

### Variétés de café

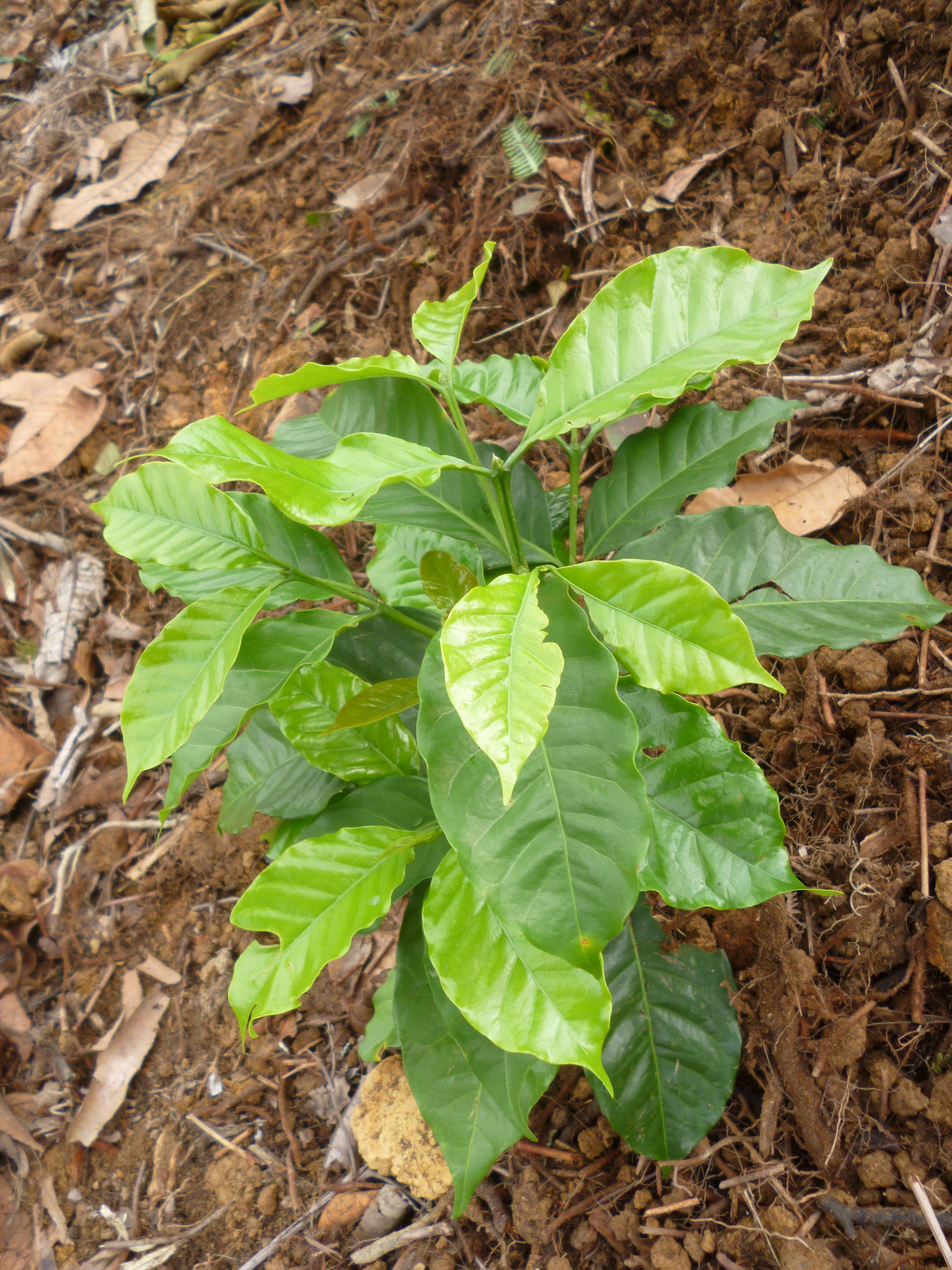
Jeune plant de caféier de la variété caturra.

La Colombie produit essentiellement du café arabica,. Selon la FNC en 2011, les cinq principales variétés de café cultivées en Colombie sont :
- le café typique, également appelée arabica, pajarito ou nationale. 2 500 plants de cette variété sujette à la rouille du caféier peuvent être semés par hectare[21].
- le café Bourbon. Ayant plus de branches que le café typique, il produit environ 30 % de plus. 2 500 plants de cette variété sujette à la rouille du caféier peuvent être semés par hectare[21].
- le tabi. Il s'agit d'une variété issue d'un croisement entre le café Timor avec les variétés typique et Bourbon. Il s'agit d'une variété à grand grain d’excellente qualité et idéale pour obtenir des cafés spéciaux. 3 000 plants de cette variété résistante à la rouille du caféier peuvent être semés par hectare[21].
- le caturra. Les arbres de cette variété, qui est sujette à la rouille du caféier, produisent davantage que la variété typique mais moins que la variété Bourbon[21].
- la variété Colombia. Il s'agit d'une variété génétique qui permet de résister durablement à la rouille du caféier. Elle produit autant, voire plus, que la variété caturra, pour une qualité identique aux autres variétés de café arabica[21]. Elle est mise en culture pour la première fois en 1982[22],[23].

Depuis 2005, la culture d'une nouvelle variété de café arabica, le Castillo, est lancée,. Elle est créée par le Centro Nacional de Investigaciones de Café (Cenicafé) afin de lutter contre la rouille du caféier (Hemileia vastatrix) qui a touché la Colombie en 1983 et prévenir de l'anthracnose des baies du caféier (Colletotrichum coffeanum) qui sévit dans les zones caféières en Afrique. Cette variété est issue d'un croisement entre les variétés Caturra et l'Hybride du Timor. Outre sa résistance à la rouille du café et à l'anthracnose des baies du caféier, le café Castillo permet une meilleure productivité. La variété Castillo compte également sept variétés régionales (Castillo Naranjal, Castillo El Tambo, Castillo Santa Bárbara, Castillo El Rosario, Castillo La Trinidad, Castillo Paraguaicito et Castillo Pueblo Bello). Malgré sa plus forte productivité, ce café semble avoir la même qualité que les autres cafés colombiens.

## Économie du café colombien

### Surfaces cultivées

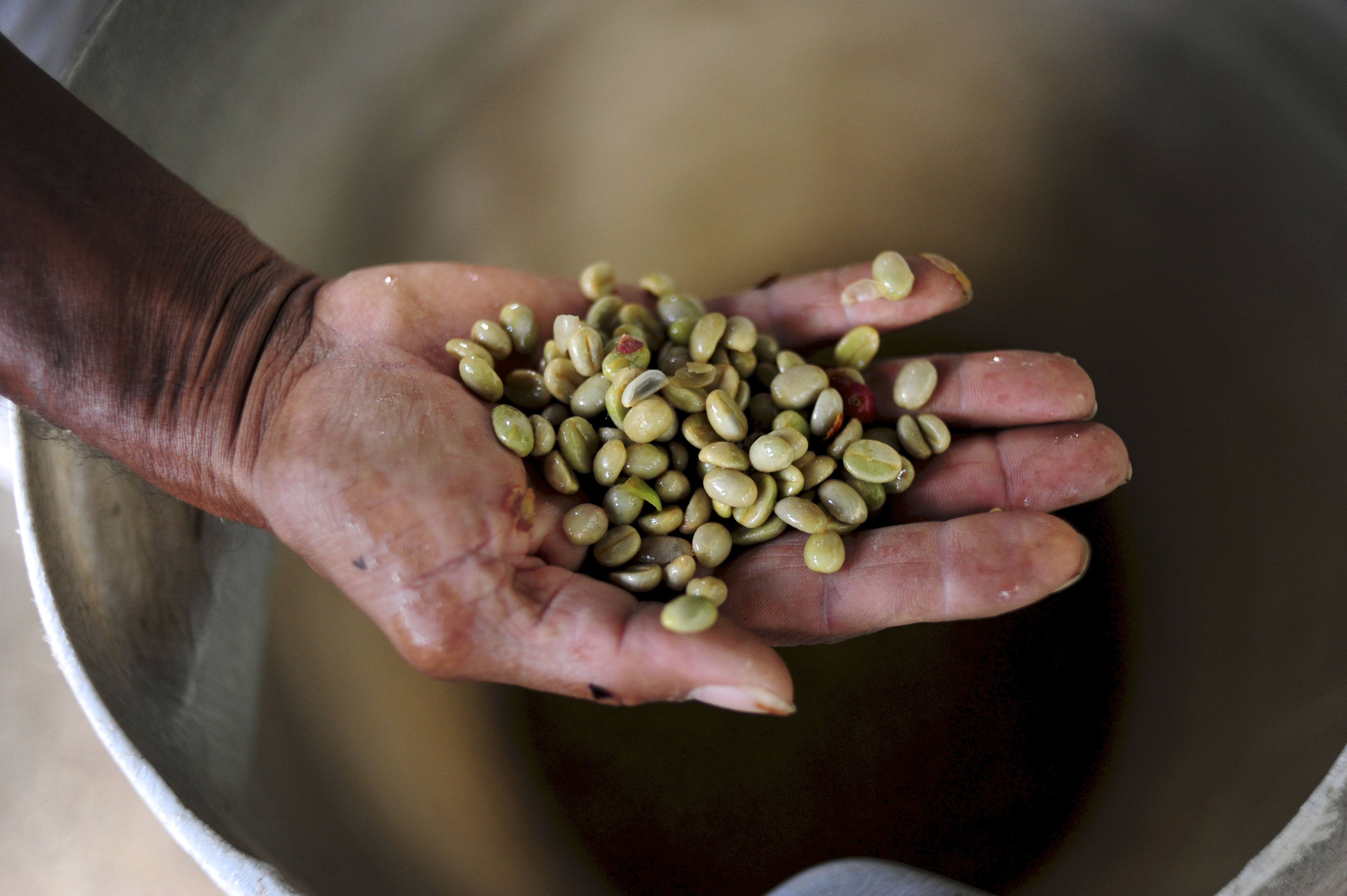
Café décortiqué, dans une ferme du Cauca.

Selon le recensement de 1932, pour les treize départements colombiens qui produisent du café, il y a 149 348 exploitations pour une superficie plantée en caféiers de 355 000 hectares. Malgré la crise économique, la Colombie continue à développer la caféiculture et, en 1960, on dénombre 212 000 exploitations pour 820 000 hectares. D'après un autre recensement effectué en 1970, 1 800 000 personnes vivent sur ces exploitations de café, sans compter les nombreux saisonniers, notamment en période de récolte. Toujours selon ce même recensement, 1 070 000 hectares sont répartis entre 302 945 exploitations situées dans les Andes colombiennes et notamment dans la région délimitée au nord par Medellín et Líbano, et au sud par Cali et Chaparral. Dans le cadre d'une caféiculture extensive, le total des surfaces cultivées augmente ainsi jusqu'en 1970, atteignant près de 1 100 000 hectares, avant de diminuer légèrement durant la décennie qui suit, ceci pouvant s'expliquer par l'intensification de la production par unité de surface, avec un peu plus d'un million d'hectares.
Entre 1970 et 1980, le paysage caféier colombien évolue. Ainsi, des départements tels que Caldas, Quindio et Risaralda voient leurs surfaces caféicoles croître, au contraire du Valle del Cauca, de Tolima et de l'Antioquia. Ce dernier département connaît cependant une inversion de cette tendance dans les années 1980-1990. 
À la suite d'une situation favorable des prix du café en 1986, le processus de consolidation de la production via une spécialisation agricole permet d'atteindre le chiffre de 1 154 000 hectares cultivés selon la Fedecafé. C'est également à cette époque que se généralise l'utilisation de plantes modernes ne nécessitant pas d'ombrage et permettant une plus forte densité des plants.

### Production

Volume des productions annuelles de café colombien (en milliers de sacs de 60 kg) de 1956 à 2014.

Alors que la production et la consommation de café au niveau mondial a plus que doublé entre 1820 et 1855, l'expansion du café ne démarre que dans les années 1860 en Colombie grâce à l'amélioration des transports fluviaux et une hausse des prix qui stimule la production. Entre 1870 et 1910, la production de café passe de 60 000 à 600 000 sacs, sachant que 80 % de la production est réalisée par les départements du Santander et du Cundinamarca.
Selon le géographe français Pierre Denis en 1927 au sujet de la Colombie, « la prospérité générale du pays, sa capacité d'importation dépendent de l'abondance de la récolte de café et des cours du café sur le marché mondial. La hausse du café y détermine une fièvre d'affaires ; l'extension des plantations depuis 1914 s'est accompagnée d'un enrichissement rapide des cultivateurs. Alors que la récolte était précédemment hypothéquée d'avance aux commerçants et aux banques, les planteurs ont conquis aujourd'hui leur indépendance et se sont libérés de leurs dettes ». 
Entre 1950 et 1970, à cause de La Violencia, de technologies qui n'évoluent pas et du vieillissement des plantations, le taux de croissance moyen annuel de la production chute à 1,7 %. Entre 1983 et 1986, la production du café baisse à cause de la chute du prix réel entre 1980 et 1985 ainsi que de la généralisation de la rouille du caféier à partir de 1983. Outre une remontée des prix, la Fedecafé s'attaque au problème de la rouille du caféier en distribuant des plants de café de la variété Colombia qui est résistante à cette maladie et de l'oxychlorure de cuivre pour désinfecter les caféiers. Ceci permet de relancer la production.
En 1999, la Colombie n'est plus que le troisième producteur mondial de café, dorénavant dépassée par le Viêt Nam qui a vu ses surfaces cultivées augmenter, essentiellement au niveau de la Province de Đắk Lắk. En décembre 2014, la Colombie est toujours classée au troisième rang des pays producteurs de café, derrière le Brésil et le Viêt Nam. Produisant exclusivement la variété arabica, elle en est le deuxième producteur mondial derrière le Brésil avec 12,5 millions de sacs, soit 750 millions de kg.

### Exportations

Volume des exportations annuelles de café colombien (en milliers de sacs de 60 kg) de 1954 à 2014.

La Colombie exporte pour la première fois du café en 1835, 2 560 sacs transitant alors par la douane de Cúcuta. Au début des années 1870, la Colombie exporte plus de 100 000 sacs de 60 kg par an, atteignant même 172 420 sacs en 1874. Cette croissance est temporairement stoppée à cause de la chute des prix mondiaux du café en 1875.
En Colombie, alors que les exportations de café ne représentent que 7 % de ses exportations totales dans les années 1870, elles atteignent 39 % entre 1905 et 1909 et grimpent à 74 % entre 1920 et 1924. L'expansion des exportations de café coïncide avec le développement des services de transport et la construction de chemins de fer servant au transport du café entre 1904 et 1909. Deux voies ferrées, le ferrocaril del Pacífico et le ferrocarril de Antioquia, essentiellement construites lors de cette période et par lesquelles transite le café, bénéficient de l'ouverture du canal de Panama en 1914, ce qui permet d'embarquer le café dans le port de Buenaventura situé sur la côte pacifique à destination des marchés de l'Atlantique. En 1900, au niveau international, la Colombie, qui ne réalise alors que 1,5 % du total des exportations mondiales de café, fournit cependant 10 % du café « suave » (ou arabica).
Entre 1905 et 1925, 30 à 40 % de la production nationale totale de café sur les marchés internationaux est exportée par un seul homme, Carlos Eduardo Pinzón Posada,, un des plus grands propriétaires terriens en Colombie de l'époque. Il est également considéré comme le pionnier ayant promu la commercialisation du café colombien vers l'international après avoir décidé de nouer des liens plus étroits avec le marché nord-américain, qui devient progressivement de plus en plus important pour les exportateurs vers l'Europe, en établissant un bureau à New York.
Avant 1923, les exportations en Colombie sont essentiellement gérées et financées par des sociétés internationales de courtage ayant des représentants sur le territoire colombien. Les produits d'exportations sont alors essentiellement acheminés par le río Magdalena avant de transiter par les ports de Girardot, Honda, Puerto Salgar et Puerto Berrío. En 1930, la Colombie devient le deuxième pays exportateur de café.
Produisant exclusivement la variété arabica, la Colombie en est en 2014 le deuxième producteur et exportateur mondial derrière le Brésil avec 12,5 millions de sacs produits (soit 750 millions de kg) et 11 millions de sacs exportés (soit 660 millions de kg), principalement vers l'Europe et les États-Unis.

### Importations
Depuis le début des années 2000, les importations de café ont considérablement augmenté en Colombie. En 2000, 21 400 sacs de 60 kg de café sont importés, augmentant légèrement en 2003 avec 39 000 sacs.
En 2009, la Colombie achète pour 757 667 sacs. D'après le rapport « Café : Les marchés mondiaux et le commerce » réalisé par le ministère colombien de l'agriculture, la Colombie a commencé à faire des achats de café juste au moment où le secteur est en crise, à cause des parasites et des pluies, aboutissant à une baisse de la production d'environ 5 millions de sacs entre 2008 et 2012. La Dirección de Impuestos y Aduanas Nacionales (Dian) estime que la Colombie a importé 1 050 000 sacs de café en 2012, en provenance du Pérou, de l'Équateur et du Brésil. Selon Ana María Sierra, la directrice exécutive de Toma Café, un programme promouvant la consommation de café, « la croissance des importations de café est associée à la nécessité de répondre à la croissance du marché interne, dans une conjoncture de forte demande de café d'origine colombienne sur le marché international ».

### Consommation nationale
En 2011, une étude est menée sur les habitudes de consommation du café en Colombie. Pour le consommateur colombien, le café est synonyme de bien-être, procure un sentiment d'appartenance à un groupe et permet de partager des moments en famille ou entre amis. Le café, boisson préférée des Colombiens, a un taux de pénétration des ménages variant entre 79 et 82 %. Le café torréfié et moulu, qui correspond à 86 % de la consommation en kilos, est largement préféré au café soluble, à l'exception de l'Antioquia où 40 % du café consommé est du soluble. La consommation journalière de café se déroule à 47 % du temps le matin, avec une prise de café noir au réveil et un café au lait au petit déjeuner. Le soir, il est généralement bu à la fin du repas.

## Organismes liés au café colombien

### Fedecafé
Dans un contexte où le café acquiert de plus en plus d'importance, où les marchés sont instables et où il devient nécessaire de soutenir et de consolider le développement de l'industrie caféière, la Fédération nationale des caféiculteurs de Colombie (FNC ou Fedecafé) est créée le 27 juin 1927. Ainsi, lors du IIe congrès national du café qui se déroule à Medellín du 21 au 27 juin, cette nouvelle institution acquiert le statut de personne juridique de droit privé et en tant qu'association à but non lucratif. Son premier dirigeant est Alfredo Cortázar Toledo qui assurera sa fonction jusqu'en 1930. L'objectif principal de la Fedecafé est de défendre l'industrie caféière colombienne. Des comités départementaux des caféiculteurs et des comités municipaux des caféiculteurs voient également le jour, et ce afin de représenter la Fedecafé, respectivement au niveau des départements caféiers et des municipalités.
Seuls les producteurs dont la production annuelle dépasse 375 kg de café marchand ou qui possèdent une exploitation dont la superficie est supérieure à un hectare peuvent être membres de la Fedecafé. Ils bénéficient alors de services de développement agricole tels qu'une assistance technique pour la culture du café et une diversification des cultures originaires des zones caféières.

### Cenicafé
Le Centro Nacional de Investigaciones de Café (Cenicafé ou en français : Centre national de recherche sur le café) est créé en 1938 lors du IXe congrès national du café, via l'accord no 2 du 9 novembre, sous la tutelle de la Fedecafé. Le siège de cette organisation est situé dans la municipalité de Chinchiná, dans le département du Caldas. Le Cenicafé a pour objectif principal d'engendrer des connaissances et de nouvelles technologies par le biais de recherches scientifiques et d'expérimentations. Lors de sa création, différentes missions lui sont attribuées. Il doit notamment garantir la durabilité de la production dans les zones caféières, diminuer les coûts de production, de récolte et post-récolte, préserver les ressources naturelles des aires de culture du café via des technologies propres et enfin conserver et améliorer la capacité concurrentielle du café et des autres productions issues des zones caféières.
Le Cenicafé mène ses premières recherches sur les caractéristiques prédominantes des sols et du climat dans les zones caféières, ce qui a valu à Alvaro Rodríguez et à Fernando Suárez de Castro le prix national des sciences décerné par la fondation Alejandro Angel Escobar en 1956,. Par la suite, il concentre ses efforts sur la manière d'augmenter la production de café pour faire face à la demande croissante de café colombien sur les marchés internationaux.
Les premières recherches sur l'amélioration génétique du café sont effectuées dès 1955, aboutissant à l'introduction de la variété de café typique. À partir de 1960, avec les études menées sur la variété caturra et ses nombreux avantages, le Cenicafé est à l'origine des progrès de la culture du café colombien durant la seconde moitié du XXe siècle. En 1982, après près de quinze années de recherches du Cenicafé pour obtenir une plante plus productive et résistante à la rouille du caféier, les premières semences de la variété Colombia sont plantées par les producteurs de café. Le Cenicafé crée également la variété castillo, dont la culture est lancée en 2005, afin de lutter plus efficacement contre la rouille du caféier qui touche la Colombie en 1983 et prévenir de l'anthracnose des baies du caféier (Colletotrichum coffeanum) qui sévit dans les zones caféières en Afrique.

## Le café colombien dans la culture

### Reconnaissance au niveau international

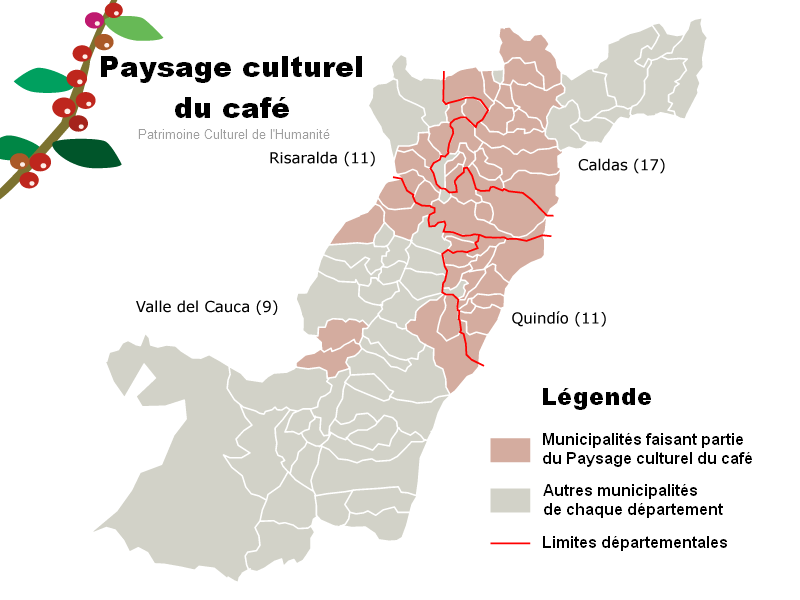
Municipalités faisant partie du paysage culturel du café depuis 2011.

Afin de sensibiliser le public à l'origine colombienne du café, la Federación Nacional de Cafeteros de Colombia décide d'appliquer une stratégie de différenciation. Pour atteindre son but, elle crée le personnage Juan Valdez, un archétype du producteur de café en Colombie, avant de finalement enregistrer le logotype Juan Valdez dans les années 1980 et de concéder des licences d'exploitation de cette marque aux torréfacteurs n'utilisant que du café colombien pour leurs produits. Par ailleurs, le gouvernement national fait enregistrer le mot « Colombian » au Canada et aux États-Unis en tant que marque de certification pour les cafés. En 2005, « Café de Colombia » acquiert le statut d'appellation d'origine en Colombie. Il devient la première indication géographique protégée (IGP) non européenne enregistrée dans l'Union européenne en 2007. En 2011, la FNC parvient également à faire enregistrer deux nouvelles appellations d'origine pour du café provenant de certaines régions de la Colombie, à savoir « Café de Nariño » et « Café del Cauca ».
Lors de la 35e session du comité de l'UNESCO en juin 2011 à Paris, le paysage culturel du café de la Colombie est inscrit au patrimoine mondial. Ce paysage productif continu est composé de six sites et de dix-huit centres urbains qui se situent dans la zone caféière appelée Eje cafetero. Il comprend 47 municipalités et 411 veredas des départements du Caldas, du Quindío, du Risaralda et du Valle del Cauca,.
En 2014, une analyse réalisée par l'association nationale du café des États-Unis (NCA) révèle que 85 % des Américains reconnaissent la Colombie comme étant un pays producteur de café, devant le Brésil (67 %), le Costa Rica (59 %), le Kenya (33 %) et le Viêt Nam (16 %),.

### Chansons populaires
Dans une étude parue dans la revue Caravelle en 1993, Jacques Gilard constate que le café est rarement mentionné dans les chansons populaires colombiennes, même pour celles provenant des zones caféières de l'intérieur andin. Ainsi, sur la soixantaine de compositions musicales qu'il étudie, l'auteur n'en recense que deux mentionnant le café. Gilard émet l'hypothèse qu'il s'agit d'un produit tellement connu qu'il finit par attirer l'indifférence. Par ailleurs, le café ne semble pas aussi bien intégré dans les traditions, au contraire de certaines autres cultures plus anciennes telles que la canne à sucre ou l'ananas.
Les allusions à la fameuse baie rouge dans la chanson colombienne sont plus nombreuses au niveau de la côte atlantique, région pourtant moins propice à sa culture. Gilard explique cependant ce paradoxe par le fait que la population locale est consciente que l'exportation de café, qui transite par ses fleuves et ses ports maritimes, est source de prospérité.
Dans les chansons populaires colombiennes, la caféiculture est souvent synonyme d'indépendance individuelle et de travail récompensé. Des valeurs telles que l'opiniâtreté, la stabilité, le labeur familial et le commerce officiel sont également rattachées à cette culture. Quant au caféier, il est considéré comme « l'arbuste de l'effort et de l'optimisme ». Par exemple, dans une cumbia composée en 1993, la culture du café, issue d'un long travail, est opposée au trafic d'émeraudes qui permet d'obtenir des gains plus facilement, tel un appel à un retour à des vertus permettant à la Colombie d'être vue par le reste du monde sous un meilleur jour.

### Juan Valdez
Alors dirigée par Arturo Gómez Jaramillo et tandis que le café subit une crise grave en raison de l'offre excédentaire de céréales sur le marché mondial, la Fedecafé organise un concours auquel participent plusieurs entreprises de publicité internationales. L'objectif est de concevoir une stratégie démontrant au consommateur international que le café colombien, pour sa haute qualité et via un processus de production rigoureux, est le meilleur café au monde. Le marché est remporté par l'agence de publicité américaine Doyle Dane Bernbach. Le personnage fictif « Juan Valdez » est alors créé et est personnifié par un acteur américain d'origine cubaine, José F. Duval. Cette opération marketing est un succès dès son lancement en 1960 car, selon la Fedecafé, après six mois de campagne, la reconnaissance des produits colombiens sur le marché américain passe de 50 à 81 % et le taux de personnes estimant que la Colombie produit le meilleur café passe de 4 à 25 %.
Le 14 décembre 2002, la première boutique de café Juan Valdez, détenue par la société Procafecol enregistrée seulement quatre jours auparavant à la chambre de commerce de Bogota, est inaugurée à l'aéroport international El Dorado situé dans la capitale colombienne.